# Сахарница

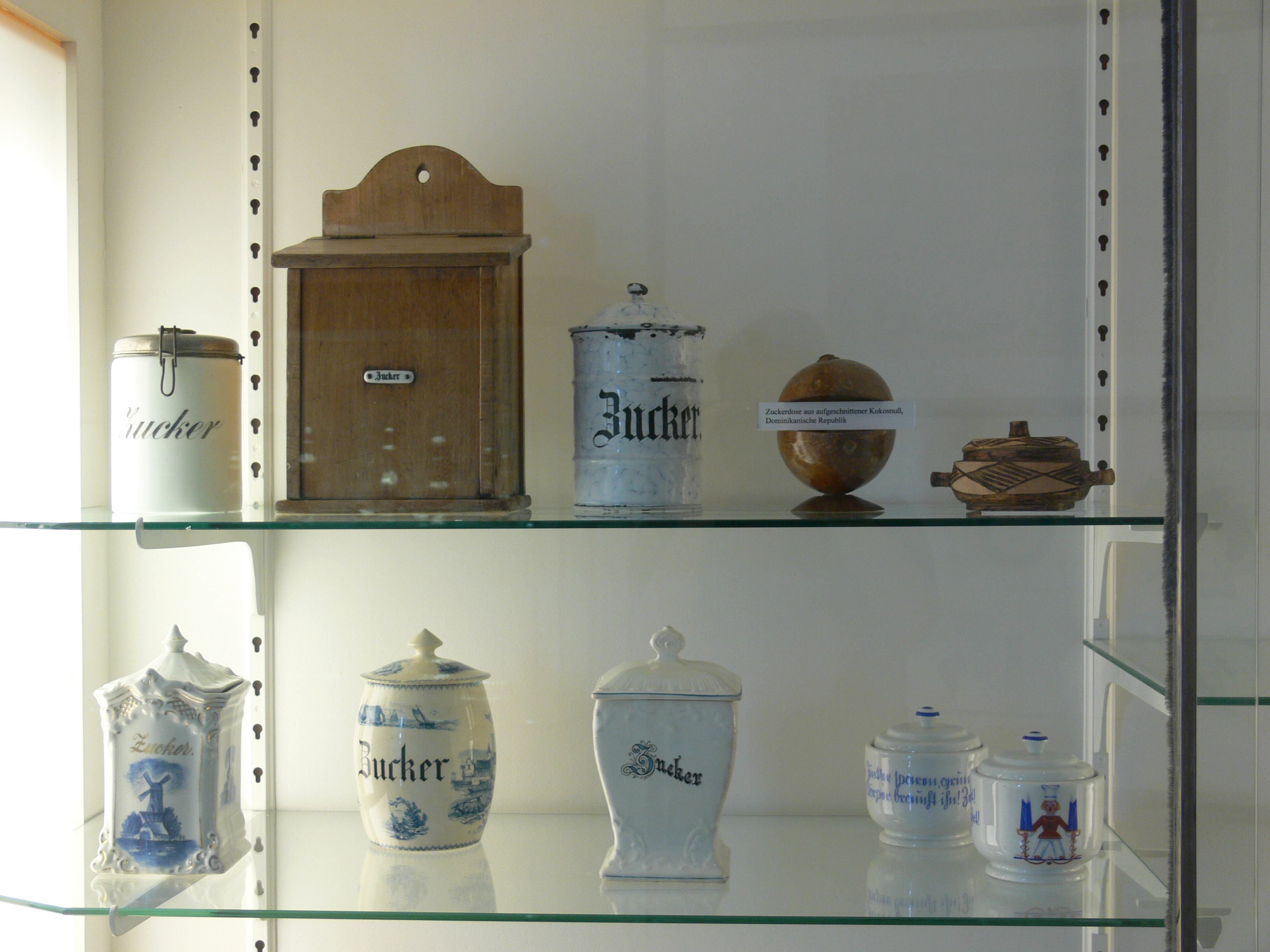
Различные виды сахарниц в берлинском Музее сахара

Са́харница — предмет чайной посуды, предназначенный для хранения сахара и подачи его к столу.
Сахарница представляет собой чашеобразный сосуд из стекла, керамики, фарфора или металла (ГОСТ Р 54868—2011 определяет сахарницу как «полое керамическое изделие различной формы с крышкой»). Обычно сахарница имеет крышку с выемкой для щипчиков для сахара или ложки. Крышка предохраняет сахар от влаги и пыли. В сахарнице возможно хранить как сахарный песок, так и кусковой (колотый или пилёный), а также леденцовый сахар. Ёмкость сахарницы обычно меняется в пределах от 250 до 600 миллилитров.
Вначале сахарницы представляли собой стеклянный сосуд внутри ящика-чайницы, затем приобрели прямоугольную форму и наконец получили привычную нам форму чаши с крышкой. Ещё позже появились стеклянные сахарницы и серебряные сахарницы со стеклянной вставкой. Современные сахарницы сильно различаются формой — встречаются шаровидные, конические, цилиндрические, многогранные, грушевидные, полушар, форма «репка», с ручками и без ручек и т. д..
Наборы из чайника, сахарницы и молочника, объединённых единым дизайном, стали популярными в Англии во времена Георга III, хотя отдельные образцы изредка встречались и ранее.

## Сахарница в искусстве
Поль Сезанн любил изображать в своих своих натюрмортах одни и те же предметы, в том числе сахарницу.